# Liste der Bischöfe von Llandaff
Die folgenden Personen waren Bischöfe von Llandaff (Wales):
- 522 - ??? Dubritius

Wappen der Diözese Llandaff

- ??? - ??? Thelian (Teilaus; Eliud)
- ??? - ??? Oudoceus
- ??? - ??? Ubylwinus (Unelbicus)
- ??? - ??? Aydanus
- ??? - ??? Elgistil
- ??? - ??? Lunapeius
- ??? - ??? Comergius (Comegern)
- ??? - ??? Argwistil
- ??? - ??? Gurvan
- ??? - ??? Guodloiu
- ??? - ??? Edilbinus
- ??? - ??? Grecielus
- ??? - ??? Berthgwyn
- ??? - ??? Tyrcheanus (Tyrchan; Tridianus)
- ??? - ??? Elvogus
- ??? - ??? Catguaert (Catguaret)
- ??? - ??? Cerenhire
- ??? - ??? Nobis
- ??? - ??? Gulfridus
- ??? - ??? Nudd
- ??? - ??? Cimeliau (Cemeliauc)
- ??? - ??? Libiau
- ??? - ??? Marcluith
- ??? - ??? Pater
- 982 - 993 Gogwan (Gucanor; Gucaunus)
- 993 - 1022 Bledri
- 1022 - 1059 Joseph
- 1059 - 1107 Herewald
- 1107 - 1134 Urban
- ca. 1132 - 1139 vakant
- 1140 - 1148 Uthred
- 1148 - 1183 Nicholas ap Gwrgan
- 1183 - 1191 Wilhelm I. de Salso Marisco (Wilhelm von Saltmarsh)
- 1191 - 1219 Henry (auch Prior von Abergavenny)
- 1219 - 1230 Wilhelm II.
- 1230 - ca. 1240 Elias de Radnor
- ca. 1240 - 1244 vakant
- 1244 - 1253 William III. de Burgh
- 1253 - 1256 John de la Ware
- 1256 - 1266 William IV. von Radnor
- 1266 - 1287 William V. de Braose
- 1287 - 1294 vakant
- 1294 - 1323 John Monmouth
- 1323 - 1347 John Eaglescliff (davor Bischof von Connor, Irland)
- 1347 - 1361 John Paschal
- 1362 - 1383 Rodger Cradock (davor Bischof von Waterford, Irland)
- 1383 - 1385 Thomas Rushook (danach Bischof von Chichester)
- 1385 - 1389 William VI. von Bottlesham (auch Titularbischof von Betlehem und Bischof von Rochester)
- 1389 - 1391 Edmund Bromfeld
- 1391 - 1395 Tideman de Winchcombe (auch Abt von Beauly und Bischof von Worcester)
- 1395 - 1396 Andrew Barret
- 1396 - 1398 John Burghill (John Bruchilla) (danach Bischof von Lichfield und Coventry)
- 1399 - 1408 Thomas Peverel (auch Bischof von Ossory, Irland und Worcester)
- 1408 - 1425 John de la Zouche oder de Johanne Fulford
- 1425 - 1441 John Wells
- 1441 - 1458 Nicholas Ashby (auch Prior von Westminster)
- 1458 - 1476 John Hunden (auch Prior von King's Langley)
- 1476 - 1478 John Smith
- 1478 - 1496 John Marshal
- 1496 - 1500 John Ingelby (auch Prior von Shene)
- 1500 - 1516 Miles Salley (Miles Sawley) (auch Abt von Eynsham)
- 1516 - 1537 George Athequa (George Attien)
- 1537 - 1545 Robert Holgate (auch Prior von Wotton und Erzbischof von York)
- 1545 - ca. 1557 Anthony Kitchin (Dunstan) (auch Abt von Eynsham) (letzter römisch-katholischer Bischof)
- ca. 1557 - 1560 vakant
- 1560 - 1575 Hugh Jones
- 1575 - 1591 William Blethyn
- 1591 - 1594 Gervase Babington (danach Bischof von Exeter)
- 1594 - 1601 William Morgan (danach Bischof von St. Asaph)
- 1601 - 1618 Fraser Godwin (danach Bischof von Hereford)
- 1618 - 1619 George Carleton (danach Bischof von Chichester)
- 1619 - 1627 Theophilus Field (danach Bischof von St. David's)
- 1627 - 1639 William Murray (davor Bischof von Kilfenora Irland)
- 1639 - ca. 1644 Morgan Owen
- ca. 1644 - 1660 vakant
- 1660 - 1667 Hugh Lloyd
- 1667 - 1675 Francis Davis
- 1675 - 1679 William Lloyd (danach Bischof von Peterborough)
- 1679 - 1707 William Beaw
- 1707 - 1724 John Tyler
- 1724 - 1728 Robert Clavering (danach Bischof von Peterborough)
- 1728 - 1738 John Harris
- 1738 - 1740 Matthias Mawson (danach Bischof von Chichester)
- 1740 - 1748 John Gilbert (danach Bischof von Salisbury)
- 1748 - 1754 Edward Cresset
- 1754 - 1761 Richard Newcome (danach Bischof von St. Asaph)
- 1761 - 1769 John Ewer (danach Bischof von Bangor)
- 1769 - 1769 Jonathan Shipley (danach Bischof von St. Asaph)
- 1769 - 1782 Shute Barrington (danach Bischof von Salisburyand und Durham)
- 1782 - 1816 Richard Watson
- 1816 - 1819 Herbert March (danach Bischof von Peterborough)
- 1819 - 1826 William Van Mildert (danach Bischof von Durham)
- 1826 - 1827 Charles Richard Sumner
- 1827 - 1849 Edward Copleston
- 1849 - 1882 Alfred Ollivant
- 1883 - 1905 Richard Lewis
- 1905 - 1931 Joshua Pritchard Hughes
- 1931 - 1939 Timothy Rees
- 1939 - 1957 John Morgan (auch Erzbischof von Wales)
- 1957 - 1971 William Glyn Hughes Simon (auch Erzbischof von Wales)
- 1971 - 1975 Eryl Thomas
- 1976 - 1985 John Poole-Hughes
- 1985 - 1999 Roy Davies (davor Bischof von Swansea & Brecon)
- 1999 - 2017 Barry Cennydd Morgan (auch Erzbischof von Wales)
- 2017 - 2022 June Osborne
- 2023 –      Mary Stallard